# Bulbocatenospora complanata
Bulbocatenospora complanata är en svampart som beskrevs av R.F. Castañeda, Iturr. & Decock 2000. Bulbocatenospora complanata ingår i släktet Bulbocatenospora, divisionen sporsäcksvampar och riket svampar.   Inga underarter finns listade i Catalogue of Life.